# Уна (фільм)
«Уна» (англ. Una) — американсько-британсько-канадська драма режисера Бенедикта Ендрюса, що вийшла 2016 року. Стрічка є екранізацією п'єси «Дрізд» Девіда Гарравера і розповідає про несподівану зустріч двох закоханих через роки після спільної втечі. У головних ролях Руні Мара, Бен Мендельсон, Індіра Варма. Вперше фільму показали 2 вересня 2016 року у США на міжнародному кінофестивалі у Теллурайді, а в Україні у широкому кінопрокаті показ фільму розпочався 20 квітня 2017 року.

## У ролях
| Актор             | Персонаж    | Роль |
| ----------------- | ----------- | ---- |
| Руні Мара         | Уна Спенсер |      |
| Бен Мендельсон    | Рей Брукс   |      |
| Індіра Варма      | Соня        |      |
| Тара Фітцджеральд | Андреа      |      |
| Тобіас Мензіс     | Марк        |      |
| Різ Ахмед         | Скотт       |      |

## Створення фільму

### Знімальна група
- Кінорежисер — Бенедикт Ендрюс
- Сценаристи — Девід Гарравер
- Кінопродюсери — Майя Амселлем, Патрік Дейлі, Жан Дауманіан
- Виконавчі продюсери — Рон Беркл, Джейсон Клоус, Аарон Л. Ґілберт, Шарон Гарель, Джордж С. Кауфман, Девід Коссе, Террі Аллен Крамер, Кевін Лоадер, Ендрю Поллак, Ів Шукраун
- Композитор — Джед Курцел
- Кінооператор — Тіміос Бакатакіс
- Кіномонтаж — Нік Фентон
- Підбір акторів — Кехлін Кроуфорд
- Художник-постановник — Фіона Кромбі
- Артдиректори — Тім Блейк, Кеті Мані, Емілі Норріс
- Художник по костюмах — Стівен Нобл[5].

## Сприйняття

### Оцінки і критика
Від кінокритиків фільм отримав хороші відгуки: Rotten Tomatoes дав оцінку 83 % на основі 18 відгуків від критиків (середня оцінка 6,7/10). Загалом на сайті фільм має хороші оцінки, фільму зарахований «стиглий помідор» від фахівців, Metacritic — 68/100 на основі 9 відгуків критиків. Загалом на цьому ресурсі від фахівців фільм отримав хороші відгуки.
Від пересічних глядачів фільм теж отримав хороші відгуки: на Rotten Tomatoes 76 % зі середньою оцінкою 3,9/5 (188 голосів), фільму зарахований «попкорн», на Internet Movie Database — 7,1/10 (461 голос).

### Касові збори
Під час показу в Україні, що розпочався 20 квітня 2017 року, протягом першого тижня на фільм було продано 3 803 квитки, фільм був показаний на 93 екранах і зібрав 294 028 ₴, що на той час дозволило йому зайняти 10 місце серед усіх прем'єр.

### Виноски
1. 1 2  Una: Release Info (англ.). Internet Movie Database. Процитовано 11 квітня 2017.
2. 1 2  Уна. Kino-teatr.ua. Процитовано 11 квітня 2017.
3. ↑  https://www.boxofficemojo.com/movies/?page=intl&id=una.htm
4. ↑  Уна. Ukrainian Film Distribution. Архів оригіналу за 11 квітня 2017. Процитовано 11 квітня 2017.
5. ↑  Una: Full Cast & Crew (англ.). Internet Movie Database. Процитовано 11 квітня 2017.
6. 1 2  Una (англ.). Rotten Tomatoes. Процитовано 28 квітня 2017.
7. ↑  Una (англ.). Metacritic. Процитовано 28 квітня 2017.
8. ↑  Una (англ.). Internet Movie Database. Процитовано 28 квітня 2017.
9. ↑  Олексій Першко (25 квітня 2017). Бокс-Офіс 16 (2017): В очікуванні Вартових. Kino-teatr.ua. Процитовано 28 квітня 2017.